# Trường Tiểu học Nam Dương
Trường Tiểu học Nam Dương (Chữ Hán: 南洋小学; bính âm: Nán Yáng Xiǎo xué; tiếng Mã Lai: Sekolah Rendah Nanyang) là một trường bán công tại Singapore, cho học sinh tuổi từ 6 đến 12. Nó nằm ở Bukit Timah (quận 10), thuộc vùng nhà tư nhân gần quảng trường Coronation. Hiệu trưởng là bà Lee Hui Feng. Nó nhận trợ cấp của chính phủ mặc dù không được điều hành trực tiếp từ bộ giáo dục Singapore. NYPS liên kết với trường nữ và trường mẫu giáo Nam Dương tạo thành liên trường Nam Dương.
Cựu sinh viên của trường bao gồm Thủ tướng Lý Hiển Long và Tôn Yến Tư.

## Lịch sử
Nhà trường được thành lập vào năm 1917 do Tân Chu Nan và Teo Eng Hock khởi xướng, nó là phần Tiểu học của Trường nữ trung học Nam Dương, đầu tiên có 100 học sinh. Khởi đầu ngôi trường chỉ có vài phòng thuê ở Dhoby Ghaut, tiếp giáp với rạp chiếu bóng Cathay. Năm 1927, nhà trường chuyển đến cơ sở hiện nay tại đường King, nơi mà chủ tịch Lee Chin Tiền và hiệu trưởng Liew Yuen Sien đứng ra sửa chữa và xây mới.
Trong chiến tranh thế giới thứ hai, khuôn viên trường học được sử dụng làm văn phòng cho quân đội Anh. Khi Lục quân Đế quốc Nhật Bản chiếm Singapore thì toàn bộ cơ sở trường học bị phá hủy. Năm 1945, chiến tranh chấm dứt, người Anh trở lại Singapore và nhà trường được khôi phục lại như cũ.
Năm 1948, một dãy nhà gồm 10 phòng học và một văn phòng được xây dựng để đáp ứng với số học sinh ngày càng tăng. Dãy nhà này được xây dựng lại một lần nữa và mở rộng trong năm 1974 tăng lên 25 phòng học.
Năm 1978 trường tăng thêm số lượng học sinh và tạo điều kiện thuận lợi cho quản lý hiệu quả hơn, lúc này trường đã có hơn 1000 học sinh với 28 lớp. Trường được tách ra từ Trường nữ trung học Nam Dương và được đổi tên như hiện nay.
Lớp học bằng tiếng Anh bắt đầu vào năm 1983, trường được Bộ Giáo dục chọn là một trong bốn trường thuộc Chương trình Hỗ trợ đặc biệt song ngữ, và học sinh bắt buộc dùng hai ngôn ngữ chính là tiếng Anh và tiếng Trung Quốc.
Dần dần số học sinh tăng thêm, Ban Quản lý trường học đã mua thêm đất tại đường Coronation vào năm 1981 và xây nới ra đến tháng 7 năm 1985 thì hoàn thành.
Năm 1993, trường mua lại cơ sở của trường Tiểu học Farrer cũ tại Lutheran cho lớp 1 và 2.
Khi trường nữ trung học Nam Dương dời địa điểm thì nhà trường đã tiếp nhận cơ sở này, đập bỏ và xây mới sáu tầng.
Ngày 4 tháng 6 năm 2003, trường chuyển đến địa điểm mới tại 52 đường King.
Trường Tiểu học Nam Dương tổ chức lễ kỉ niệm 93 năm thành lập vào năm 2010.

## Phù hiệu Trường
Phù hiệu trường gồm ba vòng tròn trong một hình tam giác. Ba vòng tròn tượng trưng cho sự phấn đấu của các học sinh, giáo viên và cha mẹ. Lồng trong hình tam giác tượng trưng sự hỗ trợ của Ban quản lý trường học, Bộ Giáo dục và cộng đồng để giúp trường đạt được sự thành công.

## Đồng phục
Đồng phục nữ sinh tiểu học tương tự trường nữ trung học Nam Dương, sự khác biệt duy nhất là phông chữ Trung Quốc "南洋", cũng như các khe hở nhỏ ở các cạnh bên đồng phục. Áo trắng với bảng tên, váy vải dài tới đầu gối. Tên học sinh được ủi ép vào áo.
Trước đây, nữ sinh buộc phải để tóc không dài quá cổ áo, ngoại trừ trường hợp cá biệt do các giáo viên múa ba-lê phê chuẩn. Ngày nay nữ sinh được phép để tóc dài, nhưng mái tóc vẫn phải cột lại bằng kẹp hoăc dây thun đen, xanh và nâu.
Nam sinh mặc áo sơ mi trắng ngắn tay với phù hiệu trường, với thẻ tên ủi ép trên áo. Quân kaki ngắn với vớ trắng, giày trắng. Vớ phải cao hơn mắt cá chân, hiệu Crest Nanyang.
Học sinh với nhiệm vụ đặc biệt như trông chừng kỉ luật, canh gác môi trường, lớp trưởng mặc khăn quàng - Kỉ luật màu tím, lớp trưởng màu xanh dương và môi trường màu xanh lá cây.

## Kỉ Luật
Trường Tiểu học Nam Dương duy trì các tiêu chuẩn kỉ luật cao trong trường. Những học sinh nào vi phạm nội quy như chửi thề, ăn cắp hoặc copy, sẽ bị nhận giấy màu hồng và thông báo cho cha mẹ.
Nếu học sinh có ba phiếu hồng, thì sẽ bị nhốt trong phòng tạm giam và phải làm việc với giáo viên kỉ luật, ông Ting Huat Seng. Nếu học sinh nhận thêm phiếu hồng nữa thì hình phạt sẽ nghiêm khắc hơn: gái thì bị đình chỉ, trai thì bị nọc ra đánh bằng roi mây. Roi mây được đánh vào mặt sau của quần short của người phạm tội bởi các giáo viên kỉ luật.

## Các lớp học
Trường có các lớp học P4, P5 và P6 GEP. Khoảng 25 học sinh mỗi lớp. Tuy nhiên, nó có thể thay đổi tùy theo tỉ lệ nhập học và xuất, cũng như số học sinh bị đuổi.
Nó cũng thay đổi theo các lớp học chính, với số tiêu chuẩn là 40 học sinh mỗi lớp.
Nhà trường đã tham gia Chương trình Giáo dục năng khiếu. Đây là trường tiểu học thứ tư có chương trình này vào năm 1990.

## Cơ sở vật chất
Gồm có:
- một phòng tập thể dục hình tam giác với một đường chạy và xà ngang.
- một sân bóng rổ
- một sân chơi thể thao, có thể được sử dụng cho bóng đá, quần vợt và các hình thức khác của thể thao.
- thư viện hai tầng, với những cuốn sách bằng tiếng Trung và tiếng Anh. Phòng trong thư viện được sử dụng để giảng dạy, kiểm tra y tế, hoặc xem phim.
- một căng-tin.

## Văn hóa
Giá trị văn hóa trường Nam Dương dựa trên các giá trị truyền thống văn hóa Trung Quốc. Trong năm 2009 học sinh trường đã làm việc với Alan Tân để tạo ra một biểu tượng nghệ thuật bằng cây Pulai tái chế. Các nhánh làm bằng thân cây liễu tạo ra một tán sắc màu rực rỡ. Đó là cây vạn thọ, với 9.999 cành bằng giấy màu đỏ và vàng tượng trưng cho hi vọng và tuổi thọ. Hơn 1.300 nhân viên và học sinh của trường bỏ ra một tuần để hoàn thành tác phẩm này. Đón mừng năm mới đánh dấu 150 năm ngày thành lập Vườn bách thảo Singapore.

## Các hoạt động ngoại khóa
Thể thao
- Thể dục dụng cụ
- Bóng rổ
- Bóng đá
- Điền kinh
- Wushu
- Bóng bàn
- Bơi
- Cầu lông
- Tennis
- Triathlon

nhóm
- Nữ Ấu sinh Hướng đạo
- Hướng đạo sinh
- Lữ đoàn Nam
- Lữ đoàn Nữ

Nghệ thuật biểu diễn
- Chuỗi Ensemble
- Nhảy Trung Quốc
- Hợp xướng
- Trung nhạc đoàn

Câu lạc bộ và hội
- CLB Cờ vua
- CLB Nghệ thuật và Thủ công
- CLB Máy tính
- Hội đồng Thư viện
- CLB Cờ vây
- CLB TAF
- CLB Audio và Video / PA
- Thư pháp Á Đông
- Hội Toán học
- Hội Tiếng Trung Quốc
- Hội Khoa học
- Hội Văn hóa Trung Quốc
- ELDDS
- Ban lãnh đạo sinh viên (bằng cách lựa chọn)
- CLB Robot
- CLB Phát thanh: đã được sáp nhập vào CLDDS trong năm 2008; độc lập của CCAs khác trong năm 2006 và 2007.

Nhóm đặc biệt quan tâm
- Toán cao cấp
- Giải quyết vấn đề trong tương lai (FPS) Chương trình